# رمسيس زخاري
رمسيس زخارى (10 سبتمبر 1946 - 12 فبراير 2013)، فنان تشكيلي ورسام كاريكاتير مصرى، رسم كاريكاتور في مجلة "روزاليوسف"، وفي مجلة «صباح الخير» كان يقدم برنامجه الشهير يا تلفزيون يا في التلفزيون المصري لمدة عشرون سنه. ومثل أيضا كهاوى في عدة أفلام.

## حياته
مئات اللوحات والشخصيات التي أضاف إليها لمساته الخاصة، عكس انفعالاتها واستطاع أن ينقلها بالصوت والصورة، بين الفنانين العظماء والمثقفين والعلماء سبح بريشته ما يزيد عن عشرين عاماً، فتح منذ بدايتها نافذه صغيره أطل منها مع ضيوفه على المشاهدين الذين تجمعوا حول شاشه التليفزيون باللونين الأبيض والأسود، لمتابعه أول برنامج تليفزيونى في شهر رمضان، فتح من خلاله فنان الكاريكاتير المبدع رمسيس زخارى باباً لبرامج تليفزيونيه تمتلئ بها شاشات رمضان حتى اليوم.
رمسيس زخارى رسام كاريكاتير مصري يحمل من طيبه القلب ما يملأ سنوات عمره التي قضاها في رسم الكاريكاتير منذ أن بدأ مشواره الفنى بعد تخرجه في كليه التجارة وعمله كرسام كاريكاتير مبدع بجريده روز اليوسف التي انتقل منها لرحله أكثر إبداعاً بمجله صباح الخير، خرج منها بفكره برنامج يا تليفزيون يا الذي نفذ أول حلقاته بالتليفزيون عام 1984، واستمر في عرضه كل عام طوال عشرين عاماً.
عبد المنعم مدبولي، فؤاد المهندس، سهير البابلي، صلاح ذو الفقار، عادل إمام وغيرهم من الفنانين الذين استضافهم زخارى على شاشه يا تليفزيون يا طوال سنوات، بجانب الصورة الحقيقية يرسم بريشته الصورة التي جمع تفاصيلها في خياله، لتخرج على الورقة البيضاء برتوش تظهر موهبته، وتعليقاً يحمل خفه دم اشتهر بها بين كل من عرفه كشخص طيب القلب أو فنان محترف، أو ريشه من ذهب هي ريشته التي رسم بها معظم فنانى ومثقفي مصر، وفتح بها مجالاً لبرامج رمضانيه بدأت تقليداً لنجاح يا تليفزيون يا.
كان رأيه دائماً على حسب موهبتك هتاخد حقك، استخدم فنه للتعبير عن المواطن المصري الكادح، وسخر بتعليقاته الطريفة على الواقع السياسي، كما رسم بريشته طريق برامج رمضان للأجيال القادمة.

## فيلموجرافيا
تمثيل (12 عمل)
1. عليه العوض فيلم 2000 عم راضي
2. طعمية بالشطة فيلم 1993
3. تووت تووت فيلم 1993
4. امراة تدفع الثمن فيلم 1993
5. أهل الطريق مسلسل 1993
6. يا ناس يا هووه فيلم 1991 لأول مره - موظف قسم الأراضي
7. الجبلاوي فيلم 1991 حسين
8. مذبحة الشرفاء فيلم 1991
9. جحيم 2 فيلم 1990
10. صف عساكر فيلم 1990
11. الواد سيد النصاب فيلم 1990
12. ثلاثة علي مائدة الدم فيلم 1990

## وصلات خارجية
- رحيل فنان الكاريكاتير رمسيس عن عمر يناهز 69 عامًا ، بوابة الأهرام في 12 فبراير 2012